# Tipula bellamyi
Tipula bellamyi är en tvåvingeart som beskrevs av Alexander 1965. Tipula bellamyi ingår i släktet Tipula och familjen storharkrankar. Inga underarter finns listade i Catalogue of Life.